# Berge (Gardelegen)
Berge ist ein Ortsteil der gleichnamigen Ortschaft der Hansestadt Gardelegen im Altmarkkreis Salzwedel in Sachsen-Anhalt, Deutschland.

## Geografie

### Lage
Berge, ein Straßendorf mit Kirche, liegt drei Kilometer nördlich der Altstadt von Gardelegen an der in Richtung der Kreisstadt Salzwedel führenden B 71 in der Altmark. Im Norden des T-förmigen Straßendorfes fließt die Berger Bäke in nordöstliche Richtung in die Milde.

### Gliederung
Zur Ortschaft Berge gehören die Ortsteile Ackendorf, Laatzke und Berge mit den früheren Wohnplätzen Ziegelei und Mühle (Bergische Mühle) im Nordosten.

## Geschichte

### Mittelalter bis Neuzeit
Berge wurde erstmals im Jahre 1327 als Berge prope Gardelege erwähnt. Herzog Otto von Braunschweig hatte dem Kloster Königslutter Einnahmen über den Hof zu Berge abgetreten. Der Historiker Rohrlach meint, dass eine von Hermes-Weigelt zum Jahre 1190 genannte Ersterwähnung nicht zu belegen sei. Weitere Nennungen des Ortes sind: Um 1450 dat dorpp to Berge, 1460 to berge by Gardelege und 1687 Berge.
1412 wurde der Ort von den Magdeburgern ausgeplündert und in Brand gesteckt. 1572 wurde auch eine Mühle und ein Hopfgarten zu vier bis fünf Wispel Hopfen erwähnt. Im Jahre 1745 werden eine Wassermühle und eine Mahl- und Walkmühle genannt. Von vor 1450 bis 1810 war Berge im Besitz der Herren von Alvensleben zur Herrschaft Kalbe. Seit 1810 gehörte das Rittergut Berge dem Bäckermeister Bindemann in Gardelegen, der danach das Rittergut in Abschnitten an 27 Mitglieder der Gemeinde veräußerte, die Rittergutseigenschaft ging dadurch verloren.
Bei der Bodenreform im Jahre 1945 wurden 102 Besitzungen unter 100 Hektar mit zusammen 986 Hektar erfasst. Aus der Bodenreform erhielt ein Umsiedler 6,1 Hektar. Im Jahre 1960 wurden 1261 Hektar landwirtschaftliche Nutzfläche genannt, davon hatte die Landwirtschaftliche Produktionsgenossenschaft (LPG) Typ III „Ernst Thälmann“ in Ackendorf 779 Hektar. Die zwei LPGen vom Typ I „Heimaterde“ und „Altmark“ in Ackendorf hatten zusammen 463 Hektar, sonstige volkseigene Betriebe vier Hektar.

### Eingemeindungen
Am 20. Juli 1950 wurden die bis dahin eigenständigen Gemeinden Ackendorf und Laatzke aus dem Landkreis Gardelegen eingegliedert. Am 1. Juli 1994 wurde die Gemeinde Berge aus dem Landkreis Gardelegen in den neu errichteten Altmarkkreis Salzwedel umgegliedert.
Die Gemeinde Berge wechselte am 1. Dezember 2004 von der Verwaltungsgemeinschaft Gardelegen-Land zur Verwaltungsgemeinschaft Gardelegen Stadt.
Durch einen Gebietsänderungsvertrag beschloss der Gemeinderat der Gemeinde Berge am 11. November 2008, dass die Gemeinde Berge in die Hansestadt Gardelegen eingemeindet wird. Dieser Vertrag wurde vom Landkreis als unterer Kommunalaufsichtsbehörde genehmigt und trat am 1. Juli 2009 in Kraft.
Nach Eingemeindung der bisher selbstständigen Gemeinde Berge wurden Ackendorf, Berge und Laatzke Ortsteile der Hansestadt Gardelegen. Für die eingemeindete Gemeinde wurde die Ortschaftsverfassung nach den §§ 86 ff. Gemeindeordnung Sachsen-Anhalt eingeführt. Die eingemeindete Gemeinde Berge und künftigen Ortsteile Berge, Ackendorf und Laatzke wurden zur Ortschaft der aufnehmenden Hansestadt Gardelegen. In der eingemeindeten Gemeinde und nunmehrigen Ortschaft Berge wurde ein Ortschaftsrat mit neun Mitgliedern einschließlich Ortsbürgermeister gebildet.

### Einwohnerentwicklung
| Jahr | Einwohner |
| ---- | --------- |
| 1734 | 213       |
| 1774 | 224       |
| 1789 | 242       |
| 1798 | 252       |
| 1801 | 248       |
| 1818 | 264       |

| Jahr | Einwohner |
| ---- | --------- |
| 1840 | 358       |
| 1864 | 455       |
| 1871 | 440       |
| 1885 | 465       |
| 1892 | [00]461   |
| 1895 | 476       |

| Jahr | Einwohner |
| ---- | --------- |
| 1900 | [00]437   |
| 1905 | 330       |
| 1910 | [00]401   |
| 1925 | 419       |
| 1939 | 395       |
| 1946 | 573       |

| Jahr | Einwohner |
| ---- | --------- |
| 1964 | 796       |
| 1971 | 718       |
| 1981 | 635       |
| 1993 | 587       |
| 2006 | 726       |
| 2012 | [00]288   |

| Jahr | Einwohner |
| ---- | --------- |
| 2021 | 257       |
| 2022 | 255       |

Quelle bis 1946, wenn nicht angegeben:

## Religion
Die evangelische Kirchengemeinde Berge, die früher zur Pfarrei Berge gehörte, wird heute betreut vom Pfarrbereich Estedt im Kirchenkreis Salzwedel im Propstsprengel Stendal-Magdeburg der Evangelischen Kirche in Mitteldeutschland. Bis 1998 hatte die Kirchengemeinde zum Kirchenkreis Gardelegen gehört.

## Kultur und Sehenswürdigkeiten
- Die evangelische Dorfkirche in Berge ist ein rechteckiger Feldsteinbau mit Fachwerkturm im Westen. Die Darstellung des Jüngsten Gerichts mit Anklängen an Michelangelo an der Westwand über der Orgel trug der Kirche die beschönigende Bezeichnung „Die Sixtinische Kapelle der Altmark“ ein.[15]
- Der Friedhof des Dorfes befindet sich auf dem Kirchhof. Dort erinnert eine Grabstätte mit Gedenktafeln an acht namentlich unbekannte Häftlinge des KZ-Außenlagers Hannover-Stöcken und des Konzentrationslagers Mittelbau-Dora, die im April 1945 bei einem Todesmarsch von Mieste nach Gardelegen von SS-Männern ermordet wurden. Der Todesmarsch steht im Zusammenhang mit dem Massaker in der Isenschnibber Feldscheune.